# スミャドヴォ
スミャドヴォ（ブルガリア語: Смядово、発音 [ˈsmʲadovo]）は、ブルガリアのシュメン州南東部にある町。同名のスミャドヴォ市（基礎自治体、オプシュティナ）の行政の中心地である。人口は4036人（2009年12月）。
北バルカン山脈の北麓、ドナウ平原の南東部に位置する。町名が初めて記録上に現れるのはオスマン帝国時代初期のことで（エヴリヤ・チェレビがスメドヴァク (Smedovak) として言及している）、1969年に町制施行された。
オペラのメゾソプラノ歌手のアレクサンドリナ・ミルッチェワは1934年、この町に生まれた。
南シェトランド諸島のラギッド島にあるスミャドヴォ湾は、この町の名前に由来する。

## スミャドヴォ市
基礎自治体としてのスミャドヴォ市は面積354平方キロメートルで、下記の10の地区からなる。
- アレクサンドロヴォ (Aleksandrovo)
- ビャル・ブリャーグ (Byal Bryag)
- チェルニ・ヴラフ (Cherni Vrah)
- カルノヴォ (Kalnovo)
- ノヴォ・ヤンコヴォ (Novo Yankovo)
- リッシュ (Rish)
- スミャドヴォ (Smyadovo)
- ヴェセリノヴォ (Veselinovo)
- ヤンコヴォ (Yankovo)
- ジェラド (Zhelad)